# Aromobates
Aromobates (лат.) — род бесхвостых земноводных, обитающих в Андах Венесуэлы и Колумбии. Первоначально монотипический род, состоящий только из вида Aromobates nocturnus, позднее род был расширен за счет включения Nephelobates. Этих лягушек трудно отличить от Allobates без использования молекулярных маркеров.

## Этимология
Название семейства и рода происходит от латинского aroma, что означает «сладкий запах». Запах выделяемого кожей типового вида Aromobates nocturnus секрета напоминает запах скунса.

## Внешний вид и строение
Aromobates — лягушки малого и среднего размера с покровительственной окраской. У них плотное телосложение и перепонки на пальцах ног от незначительных до хорошо развитых. Например, относительно небольшие Aromobates meridensis и Aromobates walterarpi около 3 см в длину от носа до анального отверстия и имеют только зачаточную перепонку, тогда как относительно крупные Aromobates nocturnus с длиной тела до 6,2 см у самок имеют хорошо развитые перепонки.

## Классификация
На февраль 2023 года в род включают 18 видов:
- Aromobates alboguttatus (Boulenger, 1903 — Заоблачный древолаз)
- Aromobates cannatellai Barrio-Amoros & Santos, 2012
- Aromobates capurinensis (Pefaur, 1993)
- Aromobates duranti (Pefaur, 1985)
- Aromobates ericksonae Barrio-Amoros & Santos, 2012
- Aromobates haydeeae (Rivero, 1978) — Каштановый древолаз
- Aromobates leopardalis (Rivero, 1978) — Леопардовый древолаз
- Aromobates mayorgai (Rivero, 1980) — Венесуэльский древолаз
- Aromobates meridensis (Dole & Durant, 1972)
- Aromobates molinarii (La Marca, 1985)
- Aromobates nocturnus Myers, Paolillo-O. &  Daly, 1991
- Aromobates ornatissimus Barrio-Amoros, Rivero &  Santos, 2011
- Aromobates orostoma (Rivero, 1978) — Горный древолаз
- Aromobates saltuensis (Rivero, 1980) — Скромный древолаз
- Aromobates serranus (Pefaur, 1985)
- Aromobates tokuko Rojas-Runjaic, Infante-Rivero &  Barrio-Amoros, 2011
- Aromobates walterarpi La Marca & Otero-Lopez, 2012
- Aromobates zippeli Barrio-Amoros & Santos, 2012